# Vámos Erika

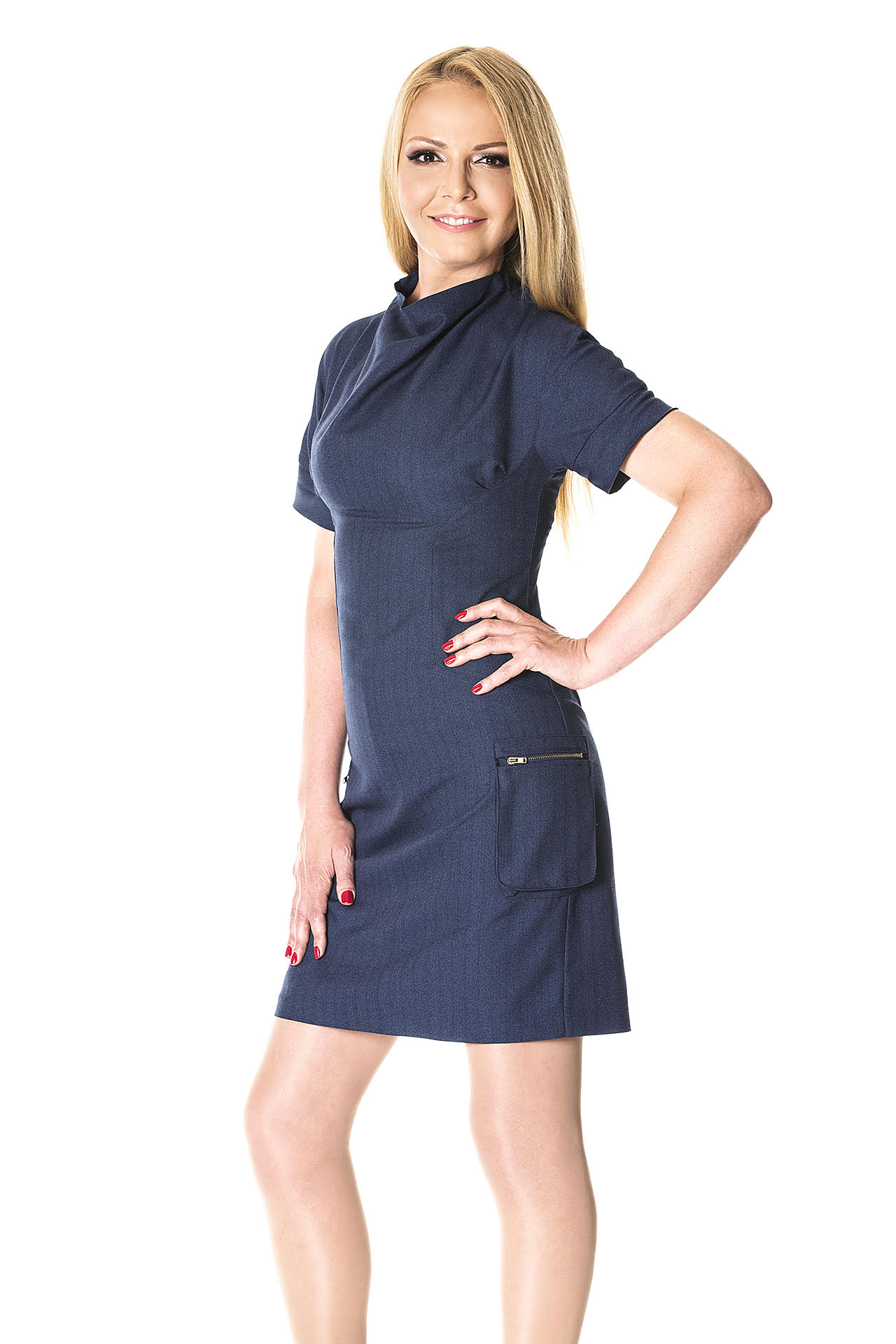

Vámos Erika (Budapest, 1974. szeptember 18. –) magyar műsorvezető, producer, szerkesztő.

## Élete és pályafutása
Gyermekkora a médiában szeretett volna dolgozni, 1995-ben felvételt nyert Kertész Zsuzsa bemondónő médiastúdiójába, azt követően pedig a Komlósi oktatási stúdióban folytatta tanulmányait. Gyakornokként került a televízióhoz, ahol elindult pályafutása.
1996-ban az M1 híradójához került, ahol gyakornokként dolgozott egészen 1997 őszéig, a kereskedelmi tévék indulásáig. Ekkor az RTL Klubnál a Fókusz című műsor és az MMM gazdasági bulvármagazin szerkesztőriportere lett. Öt év televíziózás után szakmai „kirándulást” tett Egerbe, ahol fél évtizeden keresztül a Flavin7 táplálékkiegészítőket gyártó cég résztulajdonosa lett és marketingvezetőjeként dolgozott. 
2006-ban a TV2-n elindult 2TestŐr című életmóddal foglalkozó magazinműsor műsorvezetője és szerkesztője lett. A kereskedelmi televíziók indulását követően a műsor volt az első női életmód/egészség magazin, később számtalan követője is akadt. Kényszerszünet következett a műsor életében, mert Erika megbetegedett és felgyógyulása egy éven át arra kényszerítette, hogy távol maradjon a képernyőtől. 2010 szeptemberében azonban újraindult a televíziós életmódmagazin, ekkor már Több mint TestŐr címmel, amelynek Vámos Erika nem csupán egyedüli műsorvezetője, hanem a szerkesztői feladatkör mellett az egyik producere is lett. A TestŐr program hamarosan rádióműsorként jelent meg a 90.9 Jazzy-n és a Print magazin formájában is.

## Műsorai
- Fókusz
- MMM gazdasági bulvár magazin
- 2 TestŐr életmódmagazin
- Több, mint TestŐr életmódmagazin